# 西日本積水工業
西日本積水工業株式会社（にしにほんせきすいこうぎょう）は滋賀県栗東市に本社を置く企業。積水化学工業の子会社。

## 概要
2019年（平成31年）4月に、岡山積水工業株式会社（本社：岡山県岡山市東区古都宿210番地）が西日本積水工業株式会社に商号変更、栗東積水工業株式会社を吸収合併し、本社を栗東市に変更した。
栗東市に本社、岡山市に岡山製造所を有する。

## 栗東積水工業株式会社
栗東積水工業株式会社は、かつて滋賀県栗東市に存在していた企業。積水化学工業株式会社の100%出資子会社であり、環境・ライフラインカンパニーに属していた。
積水化学工業株式会社 滋賀栗東工場の製造部門を担う場内子会社であった。また、環境・ライフラインカンパニーの主力生産部門として位置づけられていた。
塩ビ管・オレフィン管・強化プラスチック管・FFU(合成まくらぎ)などのプラスチック製品の製造・加工を行っていた。

### 沿革
- 2003年4月：滋賀栗東工場内で生産業務を行っていた、栗積工業、栗誠化成工業、積水エフ・エフ・ユー工業、栗東積栄サービスが統合して発足。
- 2013年4月：会社創立10周年
- 2018年4月：会社創立15周年
- 2019年4月：岡山積水工業株式会社に吸収合併され消滅。